# Засеев, Гела Джамбулатович
Гела Джамбулатович Засеев (20 января 1993, Московская область) — российский футболист, полузащитник.

## Биография
Начинал заниматься футболом в школе московского «Локомотива», вскоре перешёл в ЦСКА. 28 августа 2010 года в домашнем матче против «Алании» (2:3) дебютировал в молодёжном первенстве, всего в сезонах 2010—2013/14 провёл в турнире 82 матча, забил 14 голов. В молодёжной лиге чемпионов (NextGen Series 2012/2013) забил два гола. На сборах в начале 2013 года, в свой 20-й день рождения, в столкновении с вратарём ЦСКА Чепчуговым получил тяжёлый перелом носа. Летом перешёл в команду ФНЛ «Алания» Владикавказ. Засеева не сразу смогли заявить, и он провёл в августе — октябре только пять игр в первенстве, выходя на замену в концовке матчей. Окончание сезона провёл в команде ПФЛ «Строгино». Из-за проблем с грыжей в следующем сезоне сыграл только один матч — в сентябре 2014. В феврале 2015 провёл три матча за нижегородскую «Волгу» в Кубке ФНЛ. В апреле — мае 2016 года сыграл 9 матчей за «Домодедово». Перед сезоном 2016/17 перешёл в калининградскую «Балтику», но провёл только семь минут в матче с «Тосно». В ноябре 2016 вместе с сестрой фигуристкой Кристиной попал в ДТП, получил черепно-мозговую травму.
Два года работал заместителем отца в строительной фирме, окончил социологический факультет МГУ в качестве второго высшего образования.
В сентябре 2019 года был заявлен за «Строгино», сыграл четыре матча в первенстве ПФЛ в октябре — ноябре. В феврале 2020 перешёл в «Химки». 25 августа дебютировал в РПЛ, в гостевом матче против «Арсенала» (1:1) выйдя на 84-й минуте. 31 мая 2021 года покинул клуб.